# Molophilus analis
Molophilus analis là một loài ruồi trong họ Limoniidae. Chúng phân bố ở miền Australasia.